# Termes la Salut
Termes la Salut és un antic balneari noucentista de Caldes de Montbui (Vallès Oriental) que formava part de l'Inventari del Patrimoni Arquitectònic de Catalunya.

## Descripció
L'edifici presenta la tipologia típica d'unes termes, amb una galeria de banys, unes zones de servei i de comunicació, una zona de dormitoris força ben distribuïda i ordenada i un ampli jardí per passejar. És un edifici conformat per dos cossos de diferent tipologia arquitectònica. La part que dona al carrer de Joan Samsó és la part més nova, on se situen les habitacions. Té una planta molt regular. La part del darrere és molt irregular i amb una estructura força desordenada. Aquesta part era la de l'antic balneari. Inicialment l'estructura és de gruixudes parets de càrrega i forjats unidireccionals de bigues i biguetes de fusta. En planta es poden veure dos tipus d'estructura, una molt regular i ordenada i l'altra força desordenada.
La coberta és inclinada, a dos vessants i de teula aràbiga, quedant amagada a la part de la façana del carrer de Joan Samsó per un ampit opac que fa de remat d'aquesta. La façana principal és simètrica respecte a un eix central, en el qual queda emmarcada la porta d'accés, s'estructura al llarg de tres franges verticals de composició i ordre. Proporcions clarament verticals, amb balcons independents entre si a la segona planta i amb balcó a la primera planta que recull tota la longitud de la façana. A la façana s'afegeix l'entrada als jardins del balneari, mitjançant unes escales situades en un pla enretirat respecte a les línies del carrer. La façana queda rematada per una contundent cornisa, partida en tres, ocupant la part central un frontó que emfatitza la simetria.
Les Termes la Salut tenen una gran importància històrica, ja que són les termes més antigues de Catalunya, juntament amb les altres de Caldes formen el més important conjunt termal existent. Té elements d'un gran valor artístic i sobretot un magnífic jardí. Cal destacar alguns elements de la façana principal, com són les baranes i reixes de ferro forjat, la porta al jardí amb l'element que l'emmarca, i el fanal modernista en forma de drac, també de ferro forja.

## Història
Aquest balneari és el més antic de Catalunya, ja que el Balneari Grau o Garau n'és el seu precedent. Aquest fou obert el 1674 com a resultat de la reforma i ampliació de l'antic hostal d'en Verdaguer, mantenint-se fins ara en servei. La seva estructura és antiga i la seva tradició és familiar.
El primer propietari fou el metge Salvador Garau (1674). L'any 1732, Joseph Garau, també doctor en medicina i descendent de Salvador, posseïa les cases amb banys que fan cantonada al Torrent del Salze i la Plaça. El 1858, Pere Màrtir eixamplava la seva casa de banys amb una part del Torrent. El 1873 s'annexionà amb el balneari Font (provinent de l'Hostal d'en Pasqual), a causa del casori de la filla Font i el fill Garau. Jaume Samsó i Garau n'era el propietari el 1915. Per culpa d'una crisi econòmica l'edifici es va hipotecar, sent la meitat de la hipoteca comprada cap a l'any 1920 amb la finalitat de convertir-se en el Balneari Termes la Salut. L'altra meitat de l'edifici fou comprada per l'Ajuntament, situat en el mateix lloc, i conservat en el pis del soterrani les instal·lacions de banys i dutxes. El Balneari Termes la Salut és l'únic que té el naixement de l'aigua termal a la vista. Ha mantingut sempre el seu singular emplaçament sobre el brollador termal.
A finals del segle xx, es va fer una remodelació de la part d'edifici que dona al carrer de Joan Samsó.
Les Termes la Salut se situen en el carrer de Joan Samsó, en el centre del nucli antic de la població, formant part de la seva zona més monumental. Antigament duia el nom del carrer de l'Oliar (1549), ja que era el lloc on hi havia les basses per a fer oli. Però l'antic balneari Garau o Hostal de Can Verdaguer es trobava entre el carrer del Verdaguer i el camí del safareig públic anomenat la Piqueta que resseguia el torrent Salzer. Aquest estava endarrerit i es formava al seu davant el carrer o plaça de les Fonts, on hi havia les fonts d'aigua freda.